# ダイミョウセセリ
ダイミョウセセリ（大名挵、学名 Daimio tethys）は、チョウ目（鱗翅目）セセリチョウ科に分類されるチョウの一種。

## 分布
東アジア・東南アジアに分布する。
日本、朝鮮半島、済州島、中国北・東北部、ロシア南東部の亜種は tethys (Ménétriès, 1857)、中国中・南部と台湾の亜種は moori (Mabille, 1876)、中国西部・チベットの亜種は roona (Evans, 1949)、中国雲南省からインドシナ半島北部の亜種は birmana (Evans, 1926) と分類されている。
日本では北海道渡島半島から長崎県にかけて（離島では佐渡、隠岐、対馬、五島列島）の林地に分布する。渡島半島では八雲町での記録が北限。関東など一部地域では平地でも見られるが、それ以外の地域では平地ではあまり見られない。

## 特徴
翅の地色は黒に近い褐色で、前翅表裏に右上写真のような大小の白斑が入る。また後翅表裏には中央部に白帯が入るが、これは産地によって濃淡がある。雌雄同色。
日本では関ヶ原が個体差の分点とされ、近畿地方以西のものは後翅に白斑があり、これは関西型 (form. daiseni Riley, 1921) と呼ばれる。中部地方以東のものは後翅表面が黒色で白斑を持たず、これは関東型と呼ばれる。
ただし、関東型でも後翅に白色帯の痕跡が入る場合がある（右上写真の個体など）とともに、関西型でも白帯に変異があることから、亜種としては認められず、日本産は一括して亜種 tethys とされている。

## 生態
成虫は、暖地では年3化（5月、7月上中旬、8月中下旬）、寒冷地および標高の高いところでは年2化。
すばやく飛ぶが、よく止まる。よく見られるイチモンジセセリやチャバネセセリなどは翅を半開きにして止まるのに対し、本種は翅を水平に開いて止まるが、これはチャマダラセセリ亜科に共通の習性である。
幼虫は白っぽい体に黒い頭部のある芋虫。食草は単子葉類のヤマノイモ科で、主にヤマノイモ、オニドコロ、ツクネイモ、ニガカシュウなどの葉を食べる。食草となる葉の一部を切って折り畳み巣を作る習性がある。
終齢幼虫は落ち葉の中で越冬し、春になるとそのまま蛹化・羽化する。

## 写真

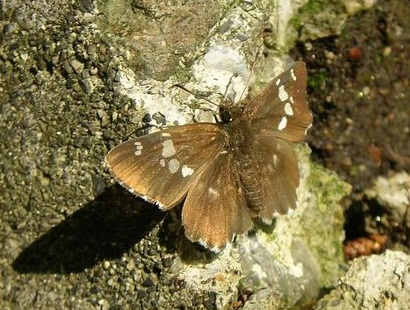
関西以西は白斑が後翅にも表れる。
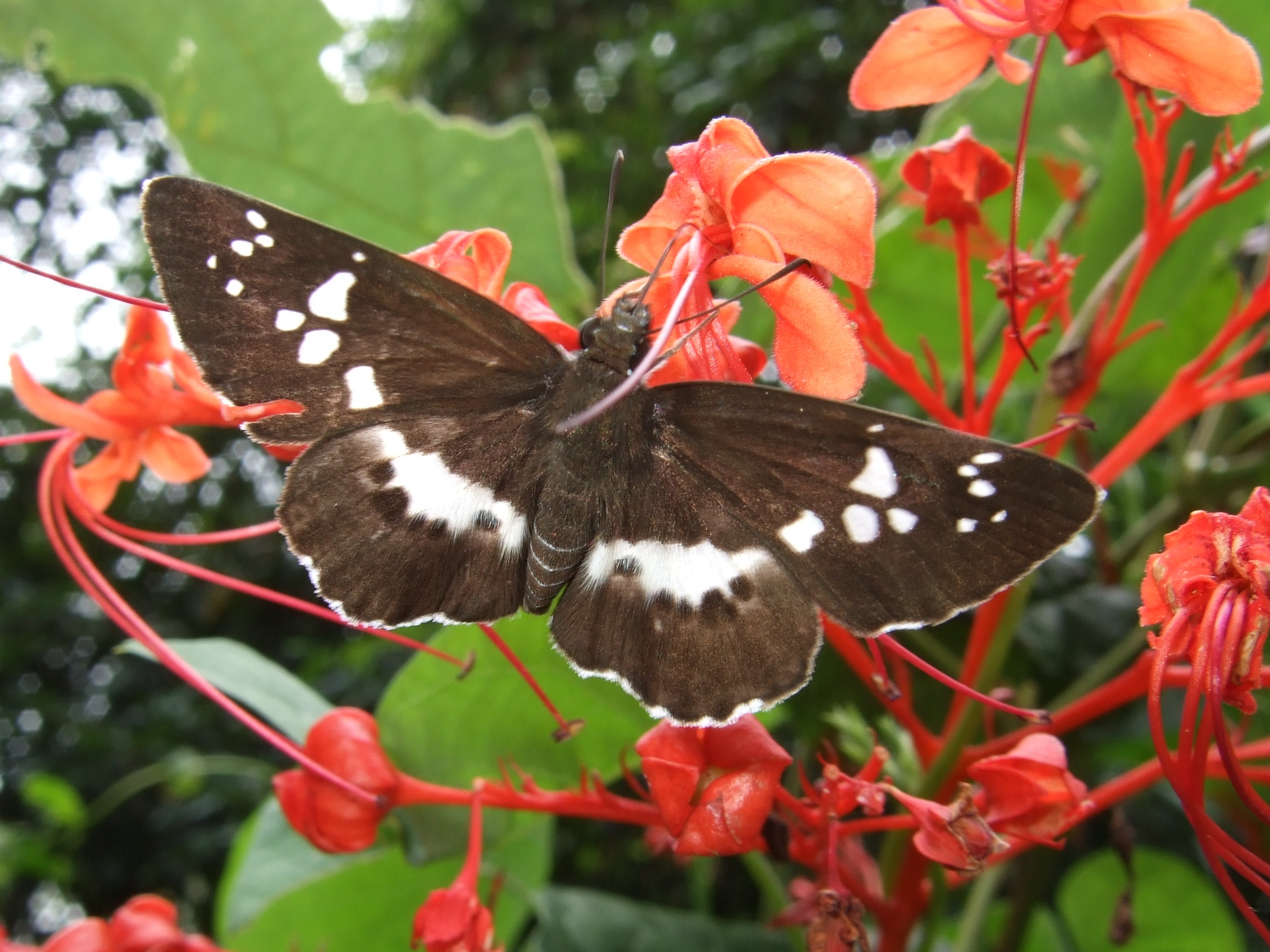
台湾産亜種、後翅表面の白色帯が幅広い。